# Golpe luxemburguês de 1856

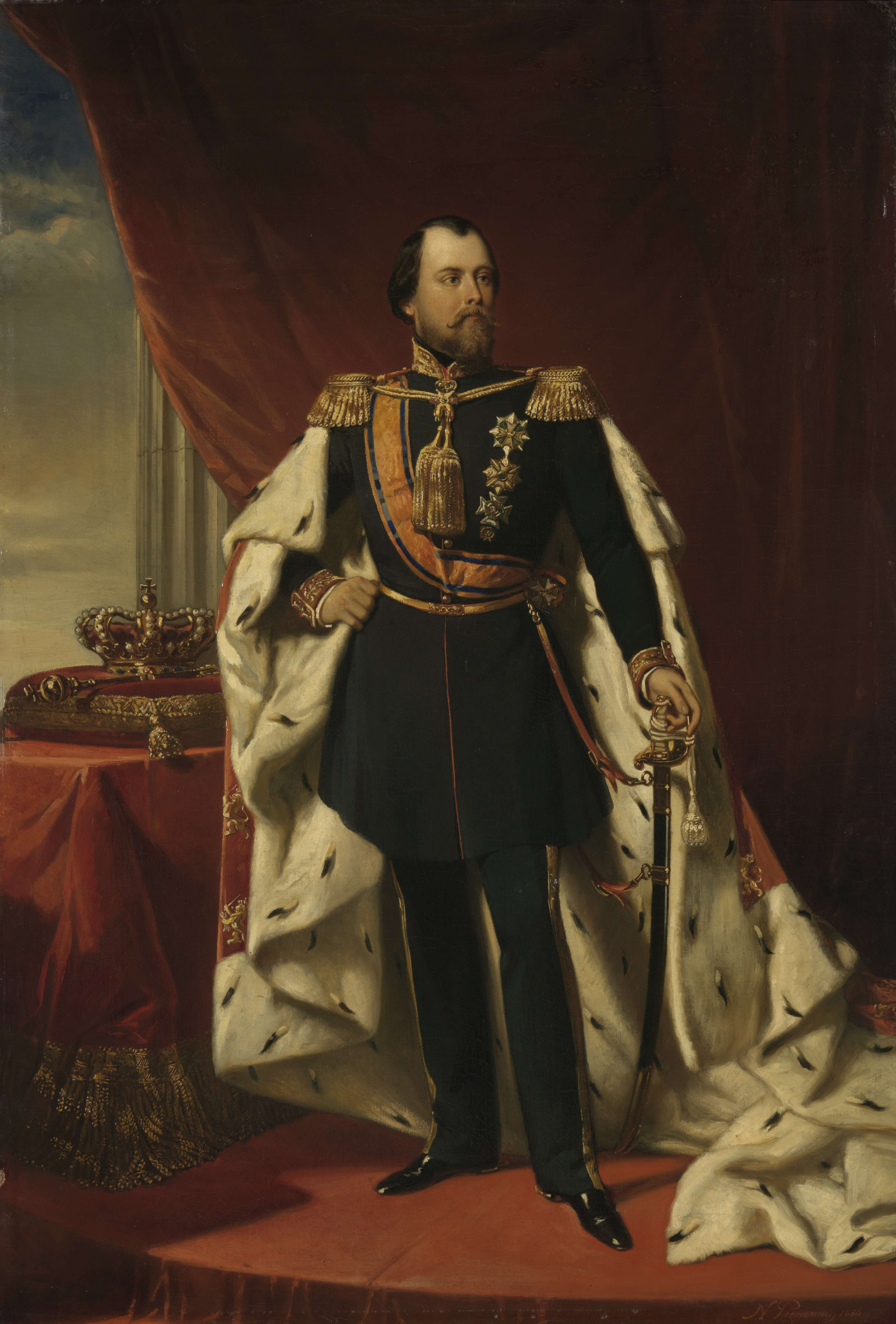
Guilherme III, Grão-Duque do Luxemburgo

O golpe luxemburguês de 1856, também chamado de golpe de 1856, foi uma revisão reacionária da constituição luxemburguesa em 27 de novembro de 1856. Embora não seja um verdadeiro golpe de Estado ou revolução, seus detratores o apelidaram de "golpe real", já que o grão-duque reinante de Luxemburgo, Guilherme III, expandiu muito seus poderes, e o nome pegou. Com o objetivo de reverter os sucessos liberais incorporados na Constituição de 1848, as principais mudanças promulgadas por William foram desfeitas com a promulgação de uma nova constituição em 1868, após a Crise de Luxemburgo. No entanto, algumas mudanças duraram, como a criação do Conselho de Estado.
Para formar o governo de Luxemburgo na época era necessário o apoio da Câmara dos Deputados e do Grão-Duque; sem o primeiro, o governo de la Fontaine entrou em colapso em 1848, enquanto o governo de Jean-Jacques Willmar foi demitido pelo grão-duque em 1853, apesar de ainda ter a confiança da Câmara dos Deputados. Isso criou uma rivalidade entre a monarquia e a Câmara.
No discurso do trono em 7 de outubro de 1856, o governador de Luxemburgo, o príncipe Henrique, anunciou a emenda da constituição, que ele alegou ser necessário para alinhá-la com o resto da Confederação Alemã. Os liberais na Câmara ficaram indignados e exigiram que qualquer mudança respeitasse as liberdades conquistadas nas Revoluções de 1848 e a independência de Luxemburgo dos Países Baixos, que estava em uma união pessoal com Luxemburgo. O projeto de resposta dos liberais foi aprovado por 31 votos a 15.
Em 28 de outubro, a Câmara votou pelo adiamento em 19 de novembro. Naquele dia, a Câmara retirou sua confiança no governo e pediu outro adiamento, que foi rejeitado. Os liberais deixaram a Câmara, recusando-se a retornar no dia seguinte.  Em resposta a isso, o Grão-Duque dissolveu a Câmara, e o governo apresentou ao Grão-Duque uma nova constituição, bem como uma condenação da retirada das oposições. O Grão-Duque assinou em 27 de novembro, e as mudanças foram publicadas no Mémorial em 30 de novembro. Foi aprovado pela Confederação Alemã em 29 de janeiro de 1857.
As mudanças incluíram:
- A criação do Conselho de Estado, nos moldes do órgão francês e nomeado pelo Grão-Duque. Embora o modelo de nomeação tenha sido revisto em 1866, o Conselho de Estado ainda existe.
- Restrições à liberdade de imprensa, levantadas em 1868.
- Acrescentando à Constituição que "a soberania reside na pessoa do Rei-Grão-Duque", que foi removida com uma emenda em 15 de maio de 1919.
- Um aumento do imposto eleitoral, suprimido apenas com a introdução do sufrágio universal em 1919.
- A reorganização das eleições para a Câmara dos Deputados para incluir duas classes de deputados. Aqueles que pagaram mais de 125 francos em impostos elegeram 15 membros representando os distritos; aqueles que pagavam entre 10 francos e 125 francos elegeram 16 membros representando os cantões, dando assim aos ricos uma representação muito além de sua proporção da população, semelhante às disposições da Constituição do Reino da Prússia adotada alguns anos antes. Isso foi desfeito pela nova constituição em 1868.